# Martin van Drunen

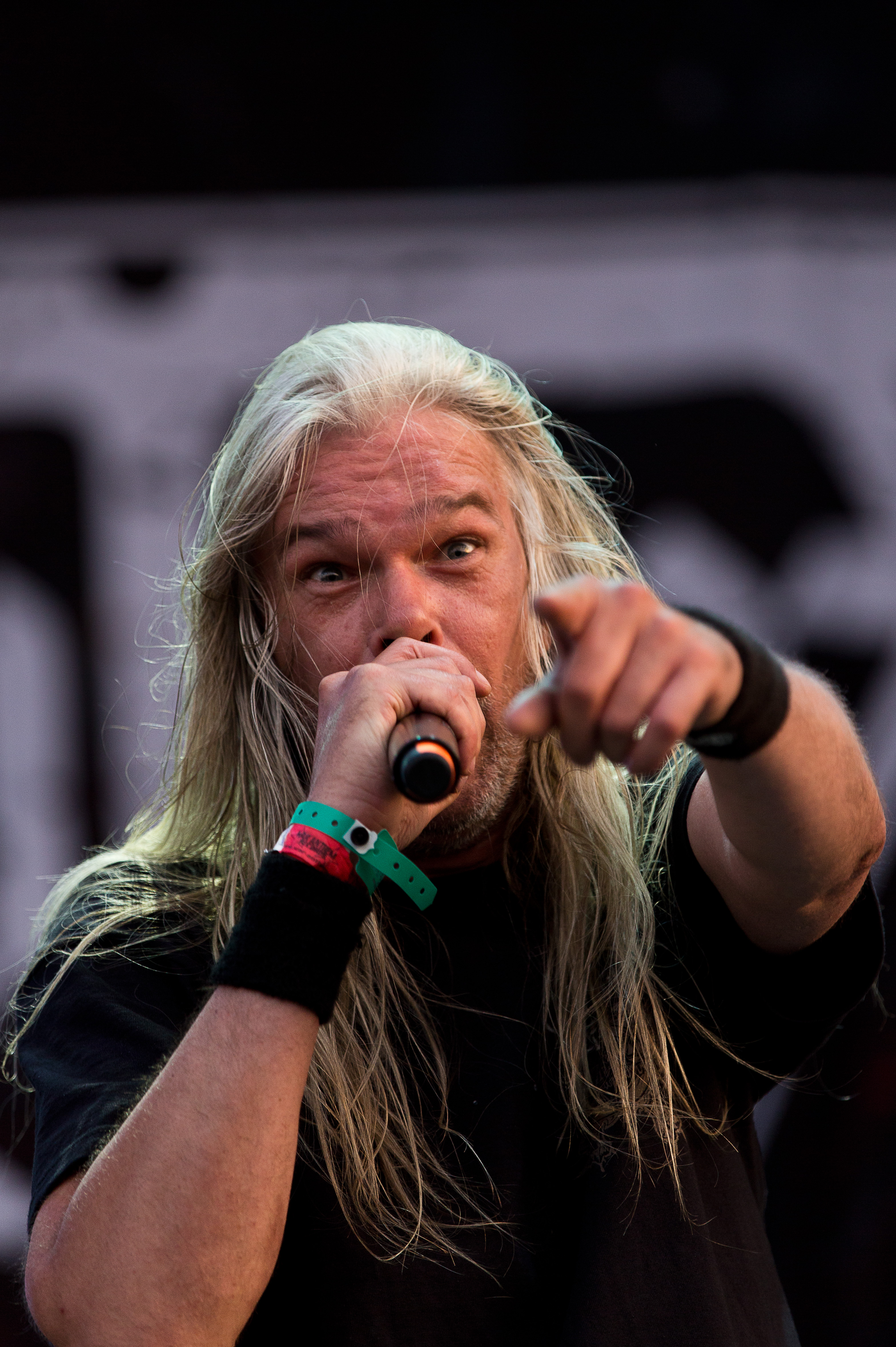
Martin van Drunen live mit Asphyx beim Party.San-Festival, 2015

Martin van Drunen (* 1966) ist ein niederländischer Sänger und Bassist, der vor allem durch sein Engagement bei den niederländischen Death-Doom- und Death-Metal-Bands Asphyx, Pestilence und Hail of Bullets bekannt wurde.

## Leben
Van Drunen trat seiner ersten Band Pestilence im Jahr 1987 als Sänger und Bassist bei, da er deren Gitarrist und bisherigen Sänger Patrick Mameli aus der Nachbarschaft kannte und ihre erste Demoaufnahme Dysentery mochte. Da er bis zu diesem Zeitpunkt noch nie Bass gespielt hatte, übernahm Mameli den Bass während der Aufnahmen zur zweiten Demo The Penance wenige Monate später. Van Drunen, für den es die ersten Aufnahmen in einem Tonstudio waren, nahm die Gesangsspuren innerhalb eines Wochenendes auf. Auch auf seinen späteren Aufnahmen mit Pestilence spielte van Drunen nie den Bass ein, dies übernahm wie auf der Demo Patrick Mameli. Nach einer Tournee durch die USA zusammen mit Death und Carcass verließ er die Band und stieg stattdessen umgehend bei Asphyx ein. Für das erste Album mit Asphyx, The Rack, schrieb van Drunen die Texte, obwohl der kurz nach dessen Einstieg gefeuerte bisherige Bassist und Sänger Theo Loomans bereits alle Texte geschrieben und einige davon aufgenommen hatte. Unter umgedrehten Vorzeichen kamen Asphyx bereits beim nächsten Album Last One on Earth erneut in eine vergleichbare Situation: Dieses Mal war die Ablösung van Drunens durch Ron van Pol bereits beschlossen, jedoch setzte sich die Plattenfirma Century Media durch und van Drunen nahm seine Texte selbst auf, bevor er die Band verließ. Der Schlagzeuger der Band Bob Bagchus äußerte sich daraufhin in Interviews negativ über die Texte van Drunens, da diese seiner Meinung nach nicht zu der Musik der Band passten.

„At that time, I somehow started to feel 'mature' enough to come up with something different. As a vocalist, you have to stand behind the stuff that you sing. […] I started to get the feeling that I didn't sing about things which I was totally into. We all get older, I had a sort of responsibility and I had the feeling that I could do much more with it.“

„Zu der Zeit begann ich irgendwie mich ‚erwachsen‘ genug zu fühlen, um etwas anderes auszuprobieren. Als Sänger muss man hinter den Texten, die man singt, stehen können. […] Ich bekam mit der Zeit das Gefühl, dass ich nicht über Dinge sang, hinter denen ich voll und ganz stand. Wir alle wurden älter, ich hatte gewissermaßen eine Verpflichtung und ich hatte das Gefühl, dass ich so viel mehr erreichen konnte.“

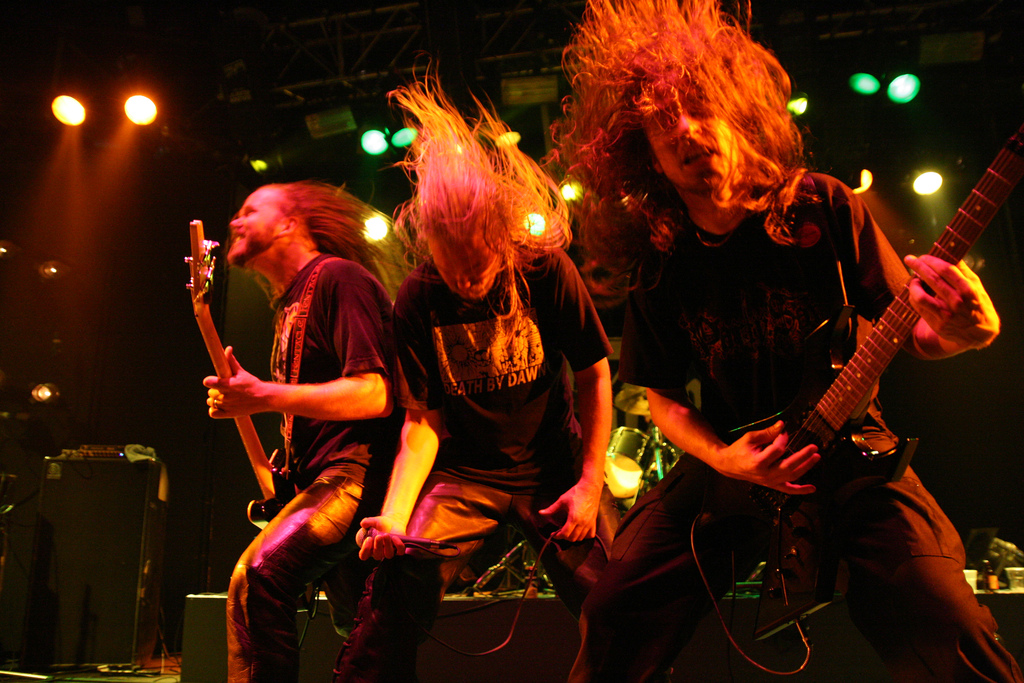
Martin van Drunen (Mitte) mit Asphyx live in London, 2007

Im darauf folgenden Jahr nahm van Drunen für die Band Comecon den Gesang des Albums Converging Conspiracies innerhalb zweier Tage mit dem Musikproduzenten Tomas Skogsberg auf. Dies bezeichnete er später als Freundschaftsdienst für Century Media und die Band. Danach schloss er sich der britischen Band Bolt Thrower an, mit der er zwei Europatourneen absolvierte. Van Drunen verließ die Band kurz vor den Aufnahmen zum Album Mercenary, unter anderem aufgrund unterschiedlicher Ansichten darüber, wo und wie viel die Band touren sollte. Danach zog er sich für einen längeren Zeitraum aus der Musik-Szene zurück, ehe er Ende der 2000er-Jahre beinahe zeitgleich Mitglied in Reihen der reformierten Asphyx war, sowie zusammen mit Ed Warby und weiteren niederländischen Musikern die Band Hail of Bullets gründete. Seit 2011 ist er außerdem zusammen mit aktuellen und ehemaligen Musikern von Asphyx und Hail of Bullets Mitglied der Death- / Doom-Metal-Band Grand Supreme Blood Court.

## Einflüsse
Vor allem für die Liedtexte der Band Hail of Bullets sind das Geschehen im Deutsch-Sowjetischen Krieg, im Speziellen die Schlacht von Stalingrad, von großem Einfluss für van Drunen. Bereits auf dem Asphyx-Album Last One on Earth von 1992 findet sich mit dem Lied M.S. Bismarck (inspiriert durch das deutsche Schlachtschiff Bismarck) ein Text mit Kriegsthematik. Auf dem Comeback-Album der Band Death… the Brutal Way von 2009 gibt es ein Lied namens Eisenbahnmörser. Auf dem zweiten Album von Hail of Bullets On Divine Winds hingegen beschreibt van Drunen Ereignisse während der Schlachten des Pazifikkriegs.

## Rezeption
Van Drunens markante Stimme wird häufig als „originell und charismatisch“, sowie „brutalste Death-Metal-Stimme“ beschrieben. Er gilt als Aushängeschild von Asphyx.

## Diskografie
Anmerkung: Nur Alben und EPs
| Mit Pestilence - 1988: Malleus Maleficarum - 1989: Consuming Impulse Mit Asphyx - 1991: The Rack - 1992: Crush the Cenotaph (EP) - 1992: Last One on Earth - 2009: Death… the Brutal Way - 2010: Live Death Doom (Livealbum) - 2012: Deathhammer - 2016: Incoming Death - 2021: Necroceros Mit Death by Dawn - 2006: One Hand One Foot… and a Lot of Teeth | Mit Hail of Bullets - 2008: …of Frost and War - 2009: Warsaw Rising (EP) - 2010: On Divine Winds - 2013: III The Rommel Chronicles Grand Supreme Blood Court - 2012: Bow Down Before the Blood Court (Album, Century Media) Gastbeiträge - 1993: Comecon – Converging Conspiracies - 2004: Branded Skin – Shadows of Fear - 2004: Mortuary I.O.D. – Damnation (EP) - 2009: The Project Hate MCMXCIX – The Lustrate Process - 2009: Lay Down Rotten – Gospel of the Wretched |